# Epos (software)
Epos je samostatný jazykový systém převádějící text na řeč (Text-to-Speech – TTS). Primárním cílem tohoto otevřeného programu je vědecký výzkum. Epos se snaží být nezávislý na zpracovávaném jazyce, lingvistických popisných metodách a na použitém rozhraní.
Vývoj byl zahájen v roce 1996 a poslední aktuální stabilní verzí projektu Epos je 2.4.85 vydaná v říjnu roku 2008, nyní nabízena k výzkumným, studijním a jiným účelům pod svobodnou licencí GNU GPL.